# Champions Chess Tour 2022
Le Champions Chess Tour 2022, aussi appelé le Meltwater Champions Chess Tour 2022 du nom de son sponsor, est un circuit de tournois d'échecs rapides en ligne (sur internet) organisé en 2022 par le champion du monde Magnus Carlsen et doté de 1,6 million de dollars de prix. Les meilleurs joueurs mondiaux sont invités.

## Organisation
Le circuit est composé de six tournois avec seize joueurs (tournois Regular), de trois tournois avec douze joueurs (tournois Major).
Les participants des tournois disputent un tournoi toutes rondes rapide sur trois ou quatre jours (une victoire rapportant 3 points et une nulle un point), puis, dans les tournois Regular, les huit premiers s'affrontent dans un tournoi à élimination directe. Les huit joueurs disputent des matchs en un set de quatre parties, éventuellement suivis de parties de départage en blitz. La finale est composée de deux mini-matchs de quatre parties. Aucun match pour la troisième place n'est prévu.

## Palmarès des tournois
| Tournoi                              | Dates              | Dotation  | Parti- cipants | Vainqueur          | Deuxième (ou finaliste) | Troisièmes (ou demi-finalistes)     |
| ------------------------------------ | ------------------ | --------- | -------------- | ------------------ | ----------------------- | ----------------------------------- |
| Airthings Masters (Regular)          | 19-26 février 2022 | 150 000 $ | 16             | Magnus Carlsen     | Ian Nepomniachtchi      | Andreï Essipenko Vladislav Artemiev |
| Charity Cup (Regular)                | 19-26 mars         | 150 000 $ | 16             | Magnus Carlsen     | Jan-Krzysztof Duda      | Lê Quang Liêm Ding Liren            |
| Oslo Esports Cup (Major)             | 22 - 28 avril      | 210 000 $ | 8              | Jan-Krzysztof Duda | Lê Quang Liêm           | Magnus Carlsen R. Praggnanandhaa    |
| Chessable Masters (Regular)          | 19-26 mai          | 150 000 $ | 16             | Ding Liren         | R. Praggnanandhaa       | Anish Giri Magnus Carlsen           |
| FTX Road to Miami (Regular)          | 10 - 17 juillet    | 150 000 $ | 16             | Levon Aronian      | Wei Yi                  | Jan-Krzysztof Duda Richárd Rapport  |
| FTX Crypto Cup (Major)               | 15 - 21 août       | 210 000 $ | 8              | Magnus Carlsen     | R. Praggnanandhaa       | Alireza Firouzja                    |
| Julius Baer Generation Cup (Regular) | 18 -25 septembre   | 150 000 $ | 16             | Magnus Carlsen     | Erigaisi Arjun          | Lê Quang Liêm Vincent Keymer        |
| Aimchess Rapid (6e tournoi Regular)  | 14 -21 octobre     | 150 000 $ | 16             | Jan-Krzysztof Duda | Shakhriyar Mamedyarov   | Magnus Carlsen Richárd Rapport      |
| Tournoi final (3e tournoi Major)     | 11 - 20 novembre   | 210 000 $ | 8              | Magnus Carlsen     | Wesley So               | Lê Quang Liêm                       |

Les 150 000 $ pour chaque tournoi Regular sont répartis de la manière suivante : 60 000 $ pour la phase à élimination directe et entre 60 000 $ et 90 000 $ pour le tournoi préliminaire. Dans le tournoi préliminaire, un joueur gagne 250 $ pour chaque nulle et 750 $ pour chaque partie gagnée. Les prix qui ne sont pas distribués (entre 0 et 30 000 $) sont mis dans un pot qui récompensera les joueurs les plus combatifs à la fin du circuit.

## Classement général du tour 2022
Classement final du Champions Chess Tour 2022 :
1. Magnus Carlsen : 242 500 $
2. Jan-Krzysztof Duda : 162 500 $
3. R. Praggnanandhaa : 129 000 $
4. Lê Quang Liem : 123 000 $
5. Anish Giri : 91 500 $
6. Shakhriyar Mamedyarov : 80 500 $
7. Levon Aronian : 63 000 $
8. Arjun Erigaisi : 62 500 $
9. Ding Liren : 50 500 $
10. Jorden van Foreest : 38 000 $
11. Alireza Firouzja : 37 500 $
12. Wesley So : 32 500 $
13. Richard Rapport : 29 500 $
14. Wei Yi : 27 500 $
15. Eric Hansen : 26 500 $
16. Vincent Keymer : 24 000 $
17. Hans Niemann : 22 500 $
18. Ian Nepomniachtchi : 22 500 $